# فرودگاه المیرانت پادیلا
فرودگاه المیرانت پادیلا (به انگلیسی: Almirante Padilla Airport) (به زبان بومی: Aeropuerto Almirante Padilla) یک فرودگاه همگانی مسافربری با کد یاتا RCH است که یک باند فرود آسفالت دارد و طول باند آن ۱٫۶۵ متر است. این فرودگاه در کشور کلمبیا قرار دارد و در ارتفاع ۱۳ متری از سطح دریا واقع شده‌است.